# 1992 год в театре
1992 год в театре

## Постановки
- 22 февраля — «А чой-то ты во фраке?» Дмитрия Сухарева и Сергея Никитина по «Предложению» А. П. Чехова, постановка Иосифа Райхельгауза («Школа современной пьесы», Москва)
- 18 марта — российская премьера балета Джерома Роббинса «В ночи» (Мариинский театр, Санкт-Петербург).
- 30 марта — «Прости меня, мой ангел белоснежный» по «Безотцовщине» А. П. Чехова, сценарий и постановка Анатолия Иванова (Театр драмы имени А. В. Кольцова, Воронеж).
- 21 апреля — «Додо» Клайва Пэтона, постановка Александра Дзекуна (Театр драмы имени И. А. Слонова, Саратов).
- апрель — «Шлюк и Яу» Герхарта Гауптмана, постановка Юрия Копылова (Ульяновский драматический театр им. И. А. Гончарова).

## События
- В городе Энергодар впервые прошёл фестиваль «Добрый театр».

## Деятели театра

### Родились
- 9 февраля, Омск — актриса кино и телевидения Дарья Мельникова.

### Скончались
- 22 февраля — Мария Юозапайтите, балерина, народная артистка Литовской ССР.
- 7 марта, Москва — артист балета, балетмейстер и педагог Асаф Мессерер.
- 1 апреля, Санкт-Петербург — артист балета, балетмейстер и педагог Константин Сергеев.
- 6 апреля, Тбилиси — артист балета, балетмейстер и педагог Вахтанг Чабукиани.
- 28 апреля, Тбилиси — композитор, автор балетов и опер Андрей Баланчивадзе.
- 15 мая — Алекс Сатс, советский и эстонский актёр театра и кино, режиссёр, народный артист Эстонской ССР.
- 24 августа, Москва — актёр театра и кино Николай Засухин.
- 29 октября, Лондон — Кеннет Макмиллан, артист балета, балетмейстер, художественный руководитель Королевского балета (Великобритания).